# Лумінешть
Лумінешть, Лумінешті (рум. Luminești) — село у повіті Алба в Румунії. Входить до складу комуни Соходол.
Село розташоване на відстані 323 км на північний захід від Бухареста, 56 км на північний захід від Алба-Юлії, 71 км на південний захід від Клуж-Напоки, 146 км на північний схід від Тімішоари.

## Населення
За даними перепису населення 2002 року у селі проживали 120 осіб.
Національний склад населення села:
| Національність | Кількість осіб | Відсоток |
| -------------- | -------------- | -------- |
| румуни         | 103            | 85,8%    |
| цигани         | 17             | 14,2%    |

Рідною мовою назвали:
| Мова      | Кількість осіб | Відсоток |
| --------- | -------------- | -------- |
| румунська | 103            | 85,8%    |
| циганська | 17             | 14,2%    |